# مؤامرة بابينغتون
كانت مؤامرة بابينغتون (بالإنجليزية: Babington Plot)‏ خطةً في عام 1586 لاغتيال الملكة البروتستانتية إليزابيث الأولى، ووضع ماري ملكة اسكتلندا، ابنة عمها الرومانية الكاثوليكية، على العرش الإنجليزي. أفضت الخطة إلى إعدام ملكة اسكتلندا نتيجةً لرسالة أرسلتها ماري (التي كانت قد سُجنت لـ19 عامًا منذ عام 1568 في إنجلترا بناء على طلب إليزابيث) وافقت فيها على اغتيال إليزابيث.
كان الهدف بعيد المدى للمؤامرة غزو إنجلترا من قبل قوات الملك فيليب الثاني الإسبانية والعصبة الكاثوليكية في فرنسا، بهدف استعادة الدين القديم. اكتُشفت المؤامرة عبر جاسوس إليزابيث السير فرانسيس والسينغهام واستُخدمت للإيقاع بماري بهدف إبعادها بصفتها مطالبةً بالعرش الإنجليزي.
كان المتآمرون الرئيسيون أنتوني بابينغتون وجون بالارد. جُنّد بابينغتون، أحد العصاة الكاثوليكيين الإنجليز الشبان، من قبل بالارد الكاهن اليسوعي الذي كان يأمل بإنقاذ الملكة الاسكتلندية. كان العميلان المزدوجان روبرت بولي وجيلبيرت جيفورد يعملان لدى والسينغهام، إضافةً إلى توماس فيليبس العميل الجاسوس ومحلل الشيفرات. كان الشماس الكاثوليكي المتمرد جيفورد في خدمة والسينغهام منذ أواخر عام 1585 أو مطلع عام 1586. حصل جيفورد على رسالة تعريف إلى الملكة ماري من مؤتمنها وجاسوسها توماس مورغان. ثم عيّن والسينغهام العميل المزدوج والجاسوس محلل الشيفرات فيليبس داخل قلعة تشارتلي، حيث سُجنت الملكة ماري. رسم جيفورد خطة والسينغهام لوضع المراسلات المشفرة لبابينغتون والملكة ماري في سدادة برميل بيرة اعتُرضت من قبل فيليبس وفُكّت شيفرتها وأرسلت إلى والسينغهام.
في 7 يوليو 1568، فكّ فيليبس رسالة بابينغتون الوحيدة التي أُرسلت إلى ماري. ردّت ماري بشيفرة في 17 يوليو تأمر من يدّعون أنهم سيحرروها من السجن باغتيال الملكة اليزابيث. اشتملت رسالة الرد أيضًا على تعابير فُكّت شيفرتها تشير إلى رغبتها بأن تُحرر: «وبهذه الطريقة ستُرتّب الأمور» و«قد أُنقل فجأةً خارج هذا المكان». في محاكمة فوثيرنجاي في أكتوبر 1586، استخدم والسينغهام واللورد بورغلي أمين خزينة إليزابيث الرسالة ضد ماري التي رفضت الاعتراف بأنها كانت مذنبةً. إلا أنها تعرضت للخيانة من قبل أمنائها ناو وكورل الذين اعترفوا تحت الضغط بأن الرسالة كانت حقيقية.

## سَجن ماري

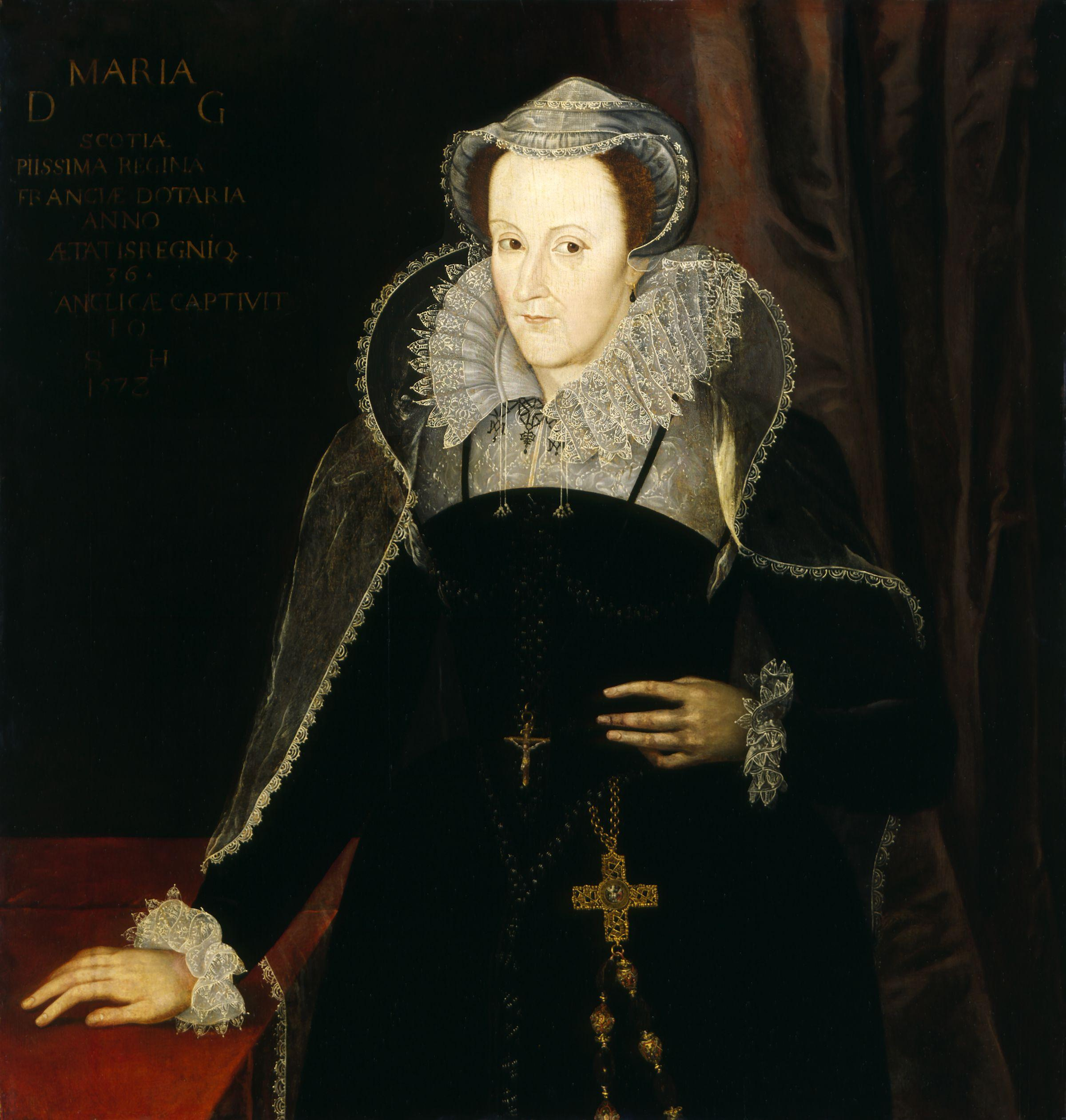
ماري ملكة اسكتلندا في الأسر (نحو عام 1578)

كانت ماري ملكة اسكتلندا، الرومانية الكاثوليكية، تُعدّ من قبل الرومان الكاثوليك الوريث الشرعي لعرش إنجلترا. في عام 1568 فرّت من السجن وسعت وراء المساعدة التي وعدتها بها ابنة عمها الأولى، الملكة إليزابيث الأولى، حالما أطيح بها بعد عام لتنازلها القسري عن عرش إنجلترا. منح إصدار المرسوم البابوي رينيانس إن إيكسيلسيس من قبل بيوس الخامس في 25 فبراير 1570 الكاثوليك الإنجليز السلطة للإطاحة بالملكة الإنجليزية. أصبحت الملكة ماري النقطة المحورية للعديد من المؤامرات والدسائس لإعادة إنجلترا إلى ديانتها السابقة، الكاثوليكية، وخلع إليزابيث وحتى قتلها. بدلًا من المساعدة الموعودة، سجنت إليزابيث ماري لـ 19 عامًا بتهمة استدراج السجّانين، بشكل أساسي إيرل شروزبري.
في عام 1564 وقّع مجلس شورى الملكة «وثيقة ارتباط» أعدّها سيسيل ووالسينغهام نصت على استبعاد وإعدام أي فرد ضمن خط خلافة العرش ناب عنه أحد في حياكة مؤامرة ضد الملكة. وافق على ذلك مئات الإنجليز الذين وقّعوا أيضًا على الوثيقة. وافقت ماري أيضًا على التوقيع على

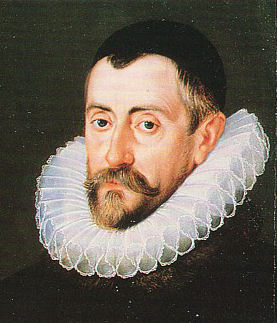
السير فرانسيس والسينغهام

الوثيقة. في العام التالي، أقر البرلمان قانون سلامة الملكة الذي نص على إعدام أي أحد يستفيد من وفاة الملكة في حال اكتُشفت مؤامرة ضدها. بموجب هذه الوثيقة، يمكن إعدام ماري إذا حيكت مؤامرة من قبل آخرين تفضي إلى اعتلائها عرش إنجلترا.
أمرت الملكة إليزابيث بنقل الملكة ماري إلى قلعة توتبيري المدمرة في طقس شتوي عشية عيد الميلاد عام 1569. حل المرض بماري جراء الظروف السيئة لأسرها، إذ كانت سجينةً في غرفة باردة ورطبة جدًا بنوافذ مغلقة لا تصلها أشعة الشمس.
في عام 1585، أمرت إليزابيث بنقل ماري في حافلة وتحت حراسة مشددة ووضعها في سجن شديد الحراسة في قاعة تشارتلي في ستافوردشير، تحت رقابة السير امياس باوليت. مُنعت من أي اتصال بالعالم الخارجي. اختير باوليت البيوريتاني من قبل الملكة إليزابيث بشكل جزئي لأنه كان يكره مذهب الملكة ماري الكاثوليكي.
ردًا على التهديد المتعاظم الذي كان يشكله الكاثوليك، مدفوعين من قبل البابا والملوك الكاثوليك الآخرين في أوروبا، أدرك فرانسيس والسينغهام، المبعوث الخارجي للملكة إليزابيث وقائد التجسس، وويليام سيسيل، مستشار إليزابيث الرئيسي، أنه إن جرى توريط ماري في مؤامرة لاغتيال إليزابيث، من المحتمل أن تُعدم وأن يتلاشى التهديد البابوي. كما كتب إلى إيرل ليستر: «ما دامت تلك المرأة الشريرة على قيد الحياة، ينبغي ألا تتوقع جلالتها استمرارها في حيازة هادئة للتاج، ولا ينبغي على خدمها الأوفياء أن يضمنوا سلامة حياتهم». استخدم والسينغهام بابينغتون للإيقاع بالملكة ماري عبر إرسال عميله المزدوج، جيلبيرت جيفورد إلى باريس لينال ثقة مورغان، ثم سجنه في الباستيل. عمل مورغان في السابق لدى جورج تالبوت، الإيرل السادس لشروزبري والسجان السابق للملكة ماري. من خلال شروزبري، باتت الملكة ماري على اتصال بمورغان. أرسلت الملكة ماري مورغان إلى باريس لإيصال رسائل للبلاط الفرنسي. خلال وجوده في باريس، اشترك مورغان في مؤامرة سابقة رسمها ويليام باري أسفرت عن سجن مورغان في الباستيل. في عام 1585 اعتُقل جيفورد أثناء عودته إلى إنجلترا عند مروره من راي في سوسيكس مع رسائل تعريف من مورغان إلى الملكة ماري. أطلق والسينغهام سراح جيفورد بهدف أن يعمل كعميل مزدوج في مؤامرة بابينغتون. استخدم جيفورد الاسم المستعار «الرقم 4» تمامًا مثلما استخدم أسماء مستعارة أخرى مثل كوليردين وبييترو وكورنيليز. استخدم والسينغهام وظيفة جيفورد كمبعوث في مؤامرة الإيقاع بالملكة ماري.

## المؤامرة
ارتبطت مؤامرة بابينغتون بعدة خطط منفصلة:
- التصدي للغزو الإسباني لإنجلترا بهدف خلع الملكة إليزابيث البروتستانتية وحلول الملكة ماري الكاثوليكية محلها.
- مؤامرة لاغتيال الملكة إليزابيث.

بناء على طلب مناصري ماري الفرنسيين، ذهب جون بالارد، الكاهن اليسوعي وعميل الكنيسة الكاثوليكية، إلى إنجلترا في مناسباتٍ عديدة عام 1585 للوفاء بوعود المساعدة من النبلاء الكاثوليكيين الشماليين بالنيابة عن ماري. في مارس 1586، التقى جون سافاج، جندي سابق كان متورطًا في مؤامرة منفصلة ضد إليزابيث والذي أقسم على أن يغتال الملكة. كان مصممًا في هذه المؤامرة بعد استشارة ثلاثة أصدقاء: الدكتور ويليام جيفورد وكريستوفر هودسون وجيلبيرت جيفورد. كان جيلبيرت جيفورد قد اعتُقل من قبل والسينغهام ووافق على أن يكون عميلًا مزدوجًا. كان جيفورد أساسًا في خدمة والسينغهام حين شرع سافاج بتنفيذ المؤامرة، وفقًا لكونيرز ريد. لاحقًا في العام نفسه، أورد جيفورد إلى تشارلز باغيت ودون بيرناردينو دي ميندوزا، وأبلغهم أن الكاثوليكيين الإنجليز كانوا يحضرون لإشعال تمرد ضد إليزابيث، بشرط أن يضمنوا مساعدةً أجنبية. في حين لم يكن تؤكَّد دقة تقرير بالارد حول مدى المعارضة الكاثوليكية، كان الأمر المؤكد أنه كان قادرًا على توفير ضمانات أن الدعم سيأتي. عاد بعدها إلى إنجلترا، حيث أقنع عضوًا من النبلاء الكاثوليك، أنتوني بابينغتون، بقيادة وتنظيم الكاثوليك الإنجليز ضد إليزابيث. أعلم بالارد بابينغتون بالخطط المقترَحة حتى تلك اللحظة. أوضح اعتراف بابينغتون فيما بعد أن بالارد كان واثقًا من دعم الرابطة الكاثوليكية.